# ANAビジネスクリエイト
ANAビジネスソリューション株式会社 (ANA Business Solutions Co., Ltd.) は労働者派遣、企業研修およびアウトソーシングを主要事業とする、日本の企業である。資本金は100%、ANAグループによる出資である。

## 沿革
- 1988年12月-「エーエヌエー・ビジネス・クリエイト株式会社」設立。
- 1989年
  - 5月-羽田事業所開設。
  - 6月-営業開始。

- 2013年
  - 4月-ANAラーニング株式会社と合併し、「ANAビジネスソリューション株式会社」に商号変更